# Paul Le Blanc
Paul Joseph Le Blanc (1947) è un attivista e storico statunitense.
Professore di Storia presso il La Roche College in Pittsburgh, Pennsylvania (USA), ha scritto e pubblicato più di 20 libri, che trattano principalmente la sociologia e il socialismo.
Le Blanc studiò presso l'Università di Pittsburgh, in particolare storia ottenendo la sua laurea in arte nel 1971, un il relativo master nel 1980 e un dottorato di filosofia nel 1989.

## Pubblicazioni
- 1990: Lenin and the Revolutionary Party
- 1994: Selected Writings of C.L.R James, 1939–1949 (modificato con Scott McLemee)
- 1996: Trotskyism in the United States: Historical Essays and Reconsiderations (con George Breitman e Alan Wald)
- 1996: From Marx to Gramsci (editore)
- 1999: A Short History of the U.S. Working Class
- 1999: Rosa Luxemburg: Reflections and Writings (editore)
- 2000: U.S. Labor in the Twentieth Century (modificato assieme John Hinshaw)
- 2000: The Working-Class Movement in America, by Eleanor Marx and Edward Aveling (editore)
- 2003: Black Liberation and the American Dream (Modificato con un saggio intuitivo)
- 2006: Marx, Lenin, and the Revolutionary Experience: Studies of Communism and Radicalism in the Age of Globalization
- 2008: Lenin: Revolution, Democracy, Socialism: Selected Writings (Modificato con un saggio intuitivo)
- 2011: Work and Struggle: Voices from U.S. Labor Radicalism (Modificato con un saggio intuitivo)
- 2011: Socialism or Barbarism: Selected Writings of Rosa Luxemburg (co-ed. con Helen C. Scott)
- 2012: Leon Trotsky: Writings From Exile (co-editato con Kunal Chattopadhyay)
- 2013:  A Freedom Budget for All Americans: Recapturing the Promise of the Civil Rights Movement in the Struggle for Economic Justice Today (con Michael D. Yates)
- 2014: Unfinished Leninism: The Rise and Return of a Revolutionary Doctrine
- 2014: Leon Trotsky and the Organizational Principles of the Revolutionary Party (con Dianne Feeley e Thomas Twiss)
- 2015: Leon Trotsky ISBN 9781780234304

| Controllo di autorità | VIAF (EN) 110872950 · ISNI (EN) 0000 0001 0935 1008 · LCCN (EN) n87829019 · GND (DE) 118078240 · J9U (EN, HE) 987007427541605171 |